# John Rabe (filme)
John Rabe (prt: John Rabe - O Negociador; bra John Rabe) é um filme franco–germano–chinês de 2009, dos gêneros guerra e drama (histórico-biográfico), dirigido por Florian Galenberger, que escreveu o roteiro baseado na biografia do empresário nazista John Rabe. 
Na Segunda Guerra Sino-Japonesa, Rabe usou suas ligações com o Partido Nazista para criar uma zona de segurança internacional em Nanquim, ajudando a salvar 200 mil chineses do massacre de Nanquim, promovido pelo exército imperial japonês.   

## Sinopse
O filme começa em 1937, quando o diretor da Siemens John Rabe e sua esposa fazem os preparativos para retornar a Berlim. Durante uma festa de despedida em sua honra, a cidade é bombardeada por aviões das forças japonesas. Rabe abre os portões da companhia e salva vários civis em pânico. A partir daí começa a jornada.

## Elenco
- Ulrich Tukur – John Rabe
- Daniel Brühl – Georg Rosen
- Steve Buscemi – Dr. Robert O. Wilson
- Jingchu Zhang – Langshu
- Anne Consigny – Valérie Dupres
- Dagmar Manzel – Dora Rabe
- Gottfried John – Trautmann
- Teruyuki Kagawa – príncipe Asaka Yasuhiko
- Yu Fang – Han
- Mathias Herrmann – Jochen Fließ
- Akira Emoto – General Iwane Matsui
- Christian Rodska – Dr. Lewis Smythe
- Christoph Hagen Dittmann – Christian Kröger
- Togo Igawa – embaixador Fukuda
- Shaun Lawton – rev. John Magee
- Arata – major Ose
- Tetta Sugimoto – tenente-general Kesago Nakajima
- Hans-Eckart Eckhardt – funcionário da embaixada alemã
- Hans Joachim Heist – Scheel
- Ming Li – Chang
- Yuan Wenkang – Gu
- Philipp Keller – marinheiro